# Dungeons
Dungeons est un jeu vidéo de gestion et de stratégie en temps réel développé par Realmforge Studios et édité par Kalypso Media, sorti en 2011 sur Windows.
Il a pour suite Dungeons 2, Dungeons 3 et Dungeons 4.

## Accueil
- PC Gamer : 77 %[1]